# Iwan Bocheński
Iwan Bocheński (ur. 1783, zm. 25 stycznia 1857) – duchowny greckokatolicki, święcenia kapłańskie przyjął w 1815. Nie posiadał tytułu naukowego, lecz pomimo to przez dwadzieścia lat wykładał teologię dogmatyczną w seminarium lwowskim. W latach 1836–1850 pełnił funkcję rektora tego seminarium. Od 1836 do 1850 także archidiakon kapituły lwowskiej. Mianowany 20 maja 1850 sufraganem lwowskim i biskupem tytularnym Rhosus, konsekrowany na biskupa 13 października 1850 przez arcybiskupa Grzegorza Jachimowicza.